# Campeonato Pernambucano de Futebol Sub-20 de 2020
O Campeonato Pernambucano de Futebol Sub-20 de 2020, foi a 86ª edição do torneiro realizado no estado de Pernambuco e organizado pela Federação Pernambucana de Futebol. Com inicio em 31 de outubro de 2020 e com termino previsto para o dia 3 de janeiro de 2021, a competição conta com a participação de jogadores nascidos a partir do ano de 2000. Por conta do novo coronavírus e dos protocolos do Governo de Pernambuco, todos os jogos serão realizados sem a presença de público. Os clubes também serão obrigados a apresentar testes para Covid-19 na semana da primeira rodada.
Teve como campeão a equipe sub-20 do clube Náutico Capibaribe que após revés da equipe do sub-20 do Retrô, o TJD-PE acabou punindo a equipe de Camaragibe com perda de 3 pontos por escalar de forma irregular, o lateral Edson Lucas Pereira. O jogador ficou irregular, por já ter contabilizado três cartões amarelos e foi escalado para a primeira partida da final do estadual. Após a denúncia do caso, a 3ª Comissão Disciplinar do Tribunal de Justiça Desportiva de Pernambuco julgou a situação, na noite da quarta-feira (dia 30 de dezembro), e confirmou que o atleta deveria ter cumprido suspensão automática, já que os cartões não são zerados ao longo do torneio, como aponta o Art. 20 do Regulamento Específico da Competição. O Retrô tinha informado que além de arcar com multa, não iria recorrer da decisão tomada. Assim, a equipe do timbu conquista de forma invicta seu décimo oitavo título, após sete anos.

## Formato e Regulamento

### Regulamento
O Campeonato Pernambucano Sub-20 de 2020 foi disputado por 7 clubes, com inicio dos jogos dia 31 de outubro e com fim em 3 de janeiro de 2021, seguindo todos os protocolos e medidas de segurança, para a prevenção de contaminação e propagação do novo coronavírus. Caso alguma equipe venha a ter um grande número de jogadores testados positivamente, terá a partida suspensa ou perda por W.O.

### Formato
A competição foi realizada em três fases, com uma fase classificatória e duas eliminatória, essas duas últimas com jogos de ida e volta. No total, serão realizadas 27 partidas.
Na fase classificatória, as 7 equipes formarão um único grupo e jogaram sete partidas. As quatro equipes de melhor classificação, avançaram pra a fase seguinte. Na fase eliminatória, as quatro equipes jogaram uma fase de Semi-final, com o 4° colocado enfrenta o 1° e o 3° colocado, enfrenta o 2° colocado no jogo da ida, já na volta o mando é revertido. Na terceira fase, os campeões da semi-final se enfrentaram na final com jogos de ida e volva e sagrando-se campeão, a equipe que vencer as duas partidas ou uma e em caso de empate nos dois confrontos, o campeão será decidido nos critérios de desempate.

## Critérios de Desempate
Tanto na fase classificatória, quanto nas fases eliminatórias, sempre que duas ou mais equipes estiverem em igualdade de pontos,  os critérios de desempates devem ser aplicados na seguinte ordem:
1. Número de vitórias
2. Saldo de gols
3. Gols marcados
4. Penalidades
5. Número de cartões vermelhos
6. Número de cartões amarelos
7. Sorteio público

## Equipes Participantes
| Equipe                        | Cidade                  | Em 2019 | Estádio (Mando)              | Capacidade | Títulos (Último) | Part. |
| ----------------------------- | ----------------------- | ------- | ---------------------------- | ---------- | ---------------- | ----- |
| Barreiros Futebol Clube       | Barreiros               | 3°      | Mendonção                    | 7 050      | 0 (não possui)   | 2     |
| Central Sport Club            | Caruaru                 | 6°      | Estádio Luiz José de Lacerda | 19 478     | 1 (em 1983)      | 4     |
| Associação Desportiva Cabense | Cabo de Santo Agostinho | 10°     | Gileno de Carli              | 5 000      | 0 (não possui)   | 2     |
| Ipojuca Atlético Clube        | Ipojuca                 | 15°     | Nossa Senhora do Ó           | 3 000      | 0 (não possui)   |       |
| Clube Náutico Capibaribe      | Recife                  | 2°      | Aflitos                      | 20 856     | 17 (em 2013)     | 22    |
| Retrô Futebol Clube Brasil    | Camaragibe              | 5°      | CT do Retrô                  |            | 0 (não possui)   | 2     |
| Santa Cruz Futebol Clube      | Recife                  | 2°      | Arruda                       | 60 044     | 28 (em 2003)     | 35    |

## Primeira Fase
Atualizado em 22 de novembro de 2020.

## Desempenho Por Rodada
Clubes que lideraram o campeonato ao final de cada rodada:
| Rodadas | Rodadas | Rodadas | Rodadas | Rodadas | Rodadas |
| ------- | ------- | ------- | ------- | ------- | ------- |
| 1       | 2       | 3       | 4       | 5       | 6       |
| NAU     | NAU     | NAU     | STC     | RET     | NAU     |

Clubes que ficaram em último lugar no campeonato ao final de cada rodada:
| Rodadas | Rodadas | Rodadas | Rodadas | Rodadas | Rodadas |
| ------- | ------- | ------- | ------- | ------- | ------- |
| 1       | 2       | 3       | 4       | 5       | 6       |
| CAB     |         |         |         |         |         |

## Segunda Fase
Em itálico, os times que possuem o mando de campo no primeiro jogo do confronto e em negrito os times classificados.
|  | Semifinais 2 de dezembro à 11 de dezembro | Semifinais 2 de dezembro à 11 de dezembro | Semifinais 2 de dezembro à 11 de dezembro | Semifinais 2 de dezembro à 11 de dezembro |   |         | Final 27 de dezembro à 3 de janeiro | Final 27 de dezembro à 3 de janeiro | Final 27 de dezembro à 3 de janeiro | Final 27 de dezembro à 3 de janeiro |
|  |                                           |                                           |                                           |                                           |   |         |                                     |                                     |                                     |                                     |
|  | Central                                   | 1                                         | 0                                         | 1                                         |   |         |                                     |                                     |                                     |                                     |
|  | Náutico                                   | 1                                         | 2                                         | 3                                         |   |         |                                     |                                     |                                     |                                     |
|  | Náutico                                   | 1                                         | 2                                         | 3                                         |   | Náutico | 1                                   | -                                   | -                                   |                                     |
|  |                                           |                                           |                                           |                                           |   | Náutico | 1                                   | -                                   | -                                   |                                     |
|  |                                           | Retrô                                     | 0                                         | -                                         | - |         |                                     |                                     |                                     |                                     |
|  | Santa Cruz                                | Retrô                                     | 0                                         | -                                         | - | 1       | 0                                   | 1                                   |                                     |                                     |
|  | Santa Cruz                                |                                           |                                           |                                           |   | 1       | 0                                   | 1                                   |                                     |                                     |
|  | Retrô                                     | 1                                         | 1                                         | 2                                         |   |         |                                     |                                     |                                     |                                     |

## Final
Ida
| 27 de dezembro | Retrô | 0–1            | Náutico     | Ilha do Retiro, Recife                                                     |
| 15:00          |       | Súmula Borderô | 84' Emerson | Público: Portões fechados Árbitro: PE José Valdemir Cardoso de Lima Junior |

Volta
| 3 de janeiro | Náutico | CANCELADO | Retrô | Aflitos, Recife                                                        |
| 15:00        |         |           |       | Público: Portões fechados Árbitro: PE Maximiniano Fagundes de Assunção |

## Premiação
| Campeonato Pernambucano de Futebol Sub-20 de 2020 |
| ------------------------------------------------- |
| Náutico Campeão (18º título)                      |

| Vice Campeão: | Terceiro Colocado: | Quarto Colocado: |
| ------------- | ------------------ | ---------------- |
| Retrô         | Santa Cruz         | Central          |

## Artilharia
Atualizado em 2 de janeiro de 2021.
| Pos. | Jogador         | Equipe     | Gols |
| ---- | --------------- | ---------- | ---- |
| 1º   | Rubinho         | Barreiros  | 6    |
| 1º   | Juninho Carpina | Náutico    | 6    |
| 2º   | Léo Gaúcho      | Santa Cruz | 5    |
| 2º   | Arian           | Santa Cruz | 5    |
| 3º   | Denilson        | Central    | 4    |

### Hat-trick
| Jogador         | Clube   | Adversário | Placar | Data           |
| --------------- | ------- | ---------- | ------ | -------------- |
| Juninho Carpina | Ipojuca | Náutico    | 1–10   | 18 de novembro |

### Poker-trick
| Jogador | Clube     | Adversário | Placar | Data           |
| ------- | --------- | ---------- | ------ | -------------- |
| Rubinho | Barreiros | Cabense    | 6–1    | 21 de novembro |

### Manita
| Jogador    | Clube   | Adversário | Placar | Data           |
| ---------- | ------- | ---------- | ------ | -------------- |
| Léo Gaúcho | Cabense | Santa Cruz | 1–6    | 18 de novembro |